# رجل ذئبية
الرجل الذئبية (الاسم العلمي: Lycopodiaceae) هي فصيلة من النباتات تتبع رتبة الرجل الذئبيات من طائفة الحزازيات الذئبية.

## أجناس
- رجل الذئب
- الهوبرزية